# Roland Sabatier
Roland Sabatier (Tolosa, 23 luglio 1942 – Parigi, 23 luglio 2022) è stato un pittore e scrittore francese, uno dei principali esponenti del Lettrismo.

## Biografia
Sabatier è attivo dal 1963 all'interno del gruppo lettrista, fondato nel 1945 da Isidore Isou, e interviene regolarmente in vari settori artistici (poesia, musica, cinema, teatro, architettura); è noto, in particolare, per le sue opere plastiche sviluppate sull'organizzazione dei segni concreti (hypergraphie) e virtuali (art infinitésimal). Presente in numerose mostre e collezioni pubbliche e private.
Da lungo tempo curatore di mostre, Achille Bonito Oliva gli affida nel 1993 la direzione della presentazione del movimento lettrista nell'ambito della Biennale di Venezia. Co-curatore delle manifestazioni Collection lettriste : intime et ultime e L'Anti-cinéma lettriste alla Villa Cernigliaro (Sordevolo, Piemonte). Nel 2010, concepisce e organizza la mostra Lettrisme : vue d'ensemble sur quelques dépassements précis alla Villa Tamaris Centre d'Art (La Seyne-sur-Mer). I suoi film sono regolarmente proposti alla Cinémathèque de Paris. Vive e lavora a Parigi.

## Opere
- Manipulitude. Publications Psi, 1963
- Lettries ronflantes (1963-1964), préface de Isidore Isou, éd. Psi, 1964
- pêle et Mêle. Publications Psi, 1964
- La Bouche. Publications Psi, 1964
- Graal ou la leçon des Rois. Polylogue à impliques. Revue Ur n° 4, 1964
- Lettrie à ouvrir des horizons nouveaux. Publications Psi, 1966
- Multiplication. Éditions Psi, 1969
- Tous dieux, tous maîtres. Éditions Psi, 1969
- Pour la forme. Éditions du CREAN, 1969
- Les Concepts. Éditions RLL, 1971
- Romanesque. Publications Psi, 1971
- Exposition/ Éditions RLL, 1972
- Situation de mes apports dans la polythanasie esthétique. Publications Psi, 1974
- Œuvres musicales et poétiques que je n'ai pas composées. Ed. Psi, 1976
- Pièce pour valse, néant et profession de foi. Publications Psi, 1976
- Notes pour la description vague pour la description de douze lettries. Publications Psi, 1976
- Esquisses, suivies de Faire et dé-faire l'Hypergraphie. Éditions Psi, 1978
- À l'ombre de, sous l'ombre, sous ombre de. Éditions Psi, 1978
- Les Mémorisations esthétiques (1974-1976). Éditions Psi, 1978
- Représentation. Publications Psi, 1979
- L'Œuvre plastique et romanesque d'Isidore Isou. Bérénice n° 4, 1982
- Trois films sur le thème du cinéma. Publications Psi, 1983
- Œuvres de cinéma (1963-1983). Publications Psi, 1983
- Injonctions, faits, comportements. Publications Psi, 1984
- L'Art anti-supertemporel: Théorie, œuvres, critiques. Publications Psi, 1984
- Différend et souvenirs, souvenirs différents (réponses à « Première critique des erreurs de nos *camarades dans la super-propagation du lettrisme » de M. Lemaître). Publications Psi, 1984
- Alphabets, aphorismes (et reflets extérieur). Sur “clefs du mystère” et sur quelques autres *hypergraphies de M. Lemaître. Revue Lettrisme n° 4-5-6, 1984; Publications Psi, 1984
- L'Une ou la même, l'autre. Publications psi, 1985
- Le Lettrisme: les créations et les créateurs. Z'Éditions, 1988
- Neuf pièces courtes. Publications psi, 1990
- Le Cosmos hypergraphique au delà de la galaxie Gutenberg. Publications Psi, 1990
- Auparavant. Éditions Richard Meier, 1991
- Gaffe au golf (roman hypergraphique). Publications Psi, 1979. Z'Éditions, 1994
- Pour-Venise-Quoi ? Publications Psi, 1995
- Rien qu'une écriture. Éditions du Durable, 1996
- Suite lettrique concentrée pour soliste (1966). Ed Psi, 1998
- Objet et position d'un manque dans le groupe lettriste. Ed. Psi, 1999.
- Tous en place, pour ne pas rester sur place. Les Echos du Durable, n° 28, 2005.
- Œuvres poétiques et musicales (1963-2007). Publications psi, 2007
- Lettrisme: vue d'ensemble sur quelques dépassements précis, Ed. Villa Tamaris/ La Nerthe, La Seyne-sur-Mer, 2010